# Zöldhátú szalakóta
A zöldhátú szalakóta (Coracias naevius) a madarak osztályának szalakótaalakúak (Coraciiformes) rendjébe és a szalakótafélék (Coraciidae) családjába tartozó faj.

## Rendszerezése
A fajt Francois Marie Daudin francia zoológus írta le 1800-ben. Használták a Coracias noevia nevet is.

## Alfajai
- Coracias naevius naevius (Daudin, 1800) - Szenegál és onnan keletre Szomáliáig és délre egészen Tanzánia északi részéig
- Coracias naevius mosambicus (Dresser, 1890) - eredetileg különálló fajként írták le, a Kongói Demokratikus Köztársaság déli részén, valamint Angola, Namíbia és a Dél-afrikai Köztársaság északi részén él. [2]

## Előfordulása
Angola, Benin, Bissau-Guinea, Botswana, Burkina Faso, Csád, a Dél-afrikai Köztársaság,  Elefántcsontpart, Eritrea, Etiópia, Gambia, Ghána, Guinea, Kamerun,Kenya,  a Kongói Demokratikus Köztársaság, a Közép-afrikai Köztársaság, Libéria, Malawi, Mali, Mauritánia, Mozambik, Namíbia, Niger, Nigéria, Szenegál, Szomália, Szudán, Szváziföld, Tanzánia, Togo, Uganda, Zambia és Zimbabwe területén honos. 
Természetes élőhelyei a szubtrópusi és trópusi gyepek, szavannák és cserjések, sziklás környezetben, valamint legelők és szántóföldek. Vonuló faj.

## Megjelenése
Testhossza 40 centiméter, testtömege 135-163 gramm.
|  |

## Szaporodása
Fészekalja 3 tojásból áll. A fiatal madarakat mindkét szülő táplálja.

## Természetvédelmi helyzete
Az elterjedési területe rendkívül nagy, ugyan csökken, de még nem éri el a kritikus szintet. A Természetvédelmi Világszövetség Vörös listáján nem fenyegetett fajként szerepel.